# تریسی مورگان
تریسی مورگان (انگلیسی: Tracy Morgan؛ زاده ۱۰ نوامبر ۱۹۶۸) یک هنرپیشه اهل ایالات متحده آمریکا است.
از فیلم‌ها یا برنامه‌های تلویزیونی که وی در آن نقش داشته است می‌توان به ۳۰ راک، مرد کوچک، جی-فورس، جی و باب ساکت پاتک می‌زنند، یانکی‌های کرنکو و پسر هیچکس اشاره کرد.

## فیلم‌شناسی
فهرست برخی از فیلم‌هایی که  تریسی مورگان در آنها به ایفای نقش پرداخته‌است :
- ۳۰ راک
- مرد کوچک
- جی-فورس
- جی و باب ساکت پاتک می‌زنند
- یانکی‌های کرنکو
- پسر هیچکس
- پلیس تعلیق شده
- بالاخره رسیدیم؟
- سفر به آمریکا ۲
- چرا اکنون توقف کنیم؟